# Phaciocephalus vitiensis
Phaciocephalus vitiensis är en insektsart som beskrevs av George Willis Kirkaldy 1906. Phaciocephalus vitiensis ingår i släktet Phaciocephalus och familjen Derbidae. Inga underarter finns listade i Catalogue of Life.